# Lower Largo
Lower Largo est un village de pêcheurs en Écosse, dans le Fife. Le village se trouve au bord de la baie de Largo. Au nord, se trouve le village d'Upper Largo.
Lower Largo est le lieu de naissance d'Alexander Selkirk, qui inspira le personnage de Robinson Crusoé.
Lower Largo touche le village de Lundin Links. Ensemble, les deux villages avaient en 2011 une population de 1900 habitants.